# Luigi Modoni
Luigi Modoni (Bologna, 29 dicembre 1900 – ...) è stato un calciatore italiano, di ruolo difensore.

## Palmarès

### Club

#### Competizioni nazionali
- Campionato italiano: 1

Bologna: 1924-1925